# Étienne Nguyễn Như Thể
Étienne Nguyễn Như Thể (Hải Thọ, 1º dicembre 1935 – Huế, 16 dicembre 2024) è stato un arcivescovo cattolico vietnamita.

## Biografia
Étienne Nguyễn Như Thể nacque il 1º dicembre 1935 nel comune di Hải Thọ, nel distretto Hải Lăng della provincia di Quang Tri, in una famiglia con sette figli profondamente cattolica da diverse generazioni originaria della provincia di Thua Thien Hue. Fu battezzato due giorni dopo la nascita. Sostenuto dalla famiglia, maturò la vocazione già da bambino ed oltre a lui anche due sue sorelle seguirono la vita religiosa.
Nel 1947 entrò nel seminario minore An Ninh a Huế e, nel 1955, nel seminario maggiore San Giuseppe di Saigon.
Fu ordinato presbitero il 6 gennaio 1962 dall'arcivescovo Jean-Baptiste Urrutia. Dopo l'ordinazione sacerdotale fu professore per il seminario minore Hoan Thiện di Huế fino al 1968, quando fu inviato in Francia per studiare presso l'Institut catholique de Paris, dove conseguì il master in teologia dogmatica nel 1970.
Tornato in patria riprese il ruolo di insegnante al seminario fino al 1972, quando ne divenne il direttore.

### Ministero episcopale
Con l'avvenuta riunificazione del Vietnam sotto il governo comunista di Hanoi, il 7 settembre 1975 papa Paolo VI lo nominò arcivescovo coadiutore di Huê, assegnandogli la sede titolare di Tipasa di Mauritania.
Ricevette l'ordinazione episcopale lo stesso giorno della nomina per imposizione delle mani dell'arcivescovo Philippe Nguyễn Kim Điền.
Per otto anni affiancò l'arcivescovo Philippe Nguyễn Kim Điền durante i difficili anni del dopo guerra. Il 23 novembre 1983 rassegnò le dimissioni per motivi di salute.
Il 23 marzo 1994 fu nominato amministratore apostolico sede vacante et ad nutum Sanctae Sedis.
Nel novembre di quello stesso anno riuscì ad ottenere il permesso dal governo di riaprire il seminario di Huê e nel 1995 fu eletto presidente del Comitato per il clero e i seminaristi della Conferenza episcopale del Vietnam, riconfermato poi per il secondo mandato nel triennio 1998-2001.
Il 1º marzo 1998 papa Giovanni Paolo II lo nominò arcivescovo di Huê.
Prese possesso dell'arcidiocesi il 9 aprile successivo. Non potendo recarsi a Roma, ricevette il pallio il 14 agosto dello stesso anno dal cardinale Paul Joseph Phạm Đình Tụng.
Resse l'arcidiocesi per 14 anni, ritirandosi per raggiunti limiti d'età il 18 agosto 2012.
Morì a Huế presso la casa di riposo arcidiocesana Nhà Chung nel pomeriggio del 16 dicembre 2024 all'età di 89 anni.

## Genealogia episcopale e successione apostolica
La genealogia episcopale è:
- Patriarca Eliya XII Denha
- Patriarca Yukhannan VIII Hormizd
- Vescovo Isaie Jesu-Yab-Jean Guriel
- Arcivescovo Augustin Hindi
- Patriarca Yosep VI Audo
- Patriarca Eliya XIV Abulyonan
- Patriarca Yosep Emmanuel II Thoma
- Vescovo François David
- Arcivescovo Antonin-Fernand Drapier, O.P.
- Arcivescovo Pierre Martin Ngô Đình Thục
- Arcivescovo Philippe Nguyễn Kim Điền, P.F.I.
- Arcivescovo Étienne Nguyễn Như Thể

La successione apostolica è:
- Vescovo Pierre Nguyễn Soạn (1999)
- Arcivescovo François Xavier Lê Văn Hồng (2005)
- Vescovo Vincent Nguyễn Văn Bản (2009)